# Flex Wheeler

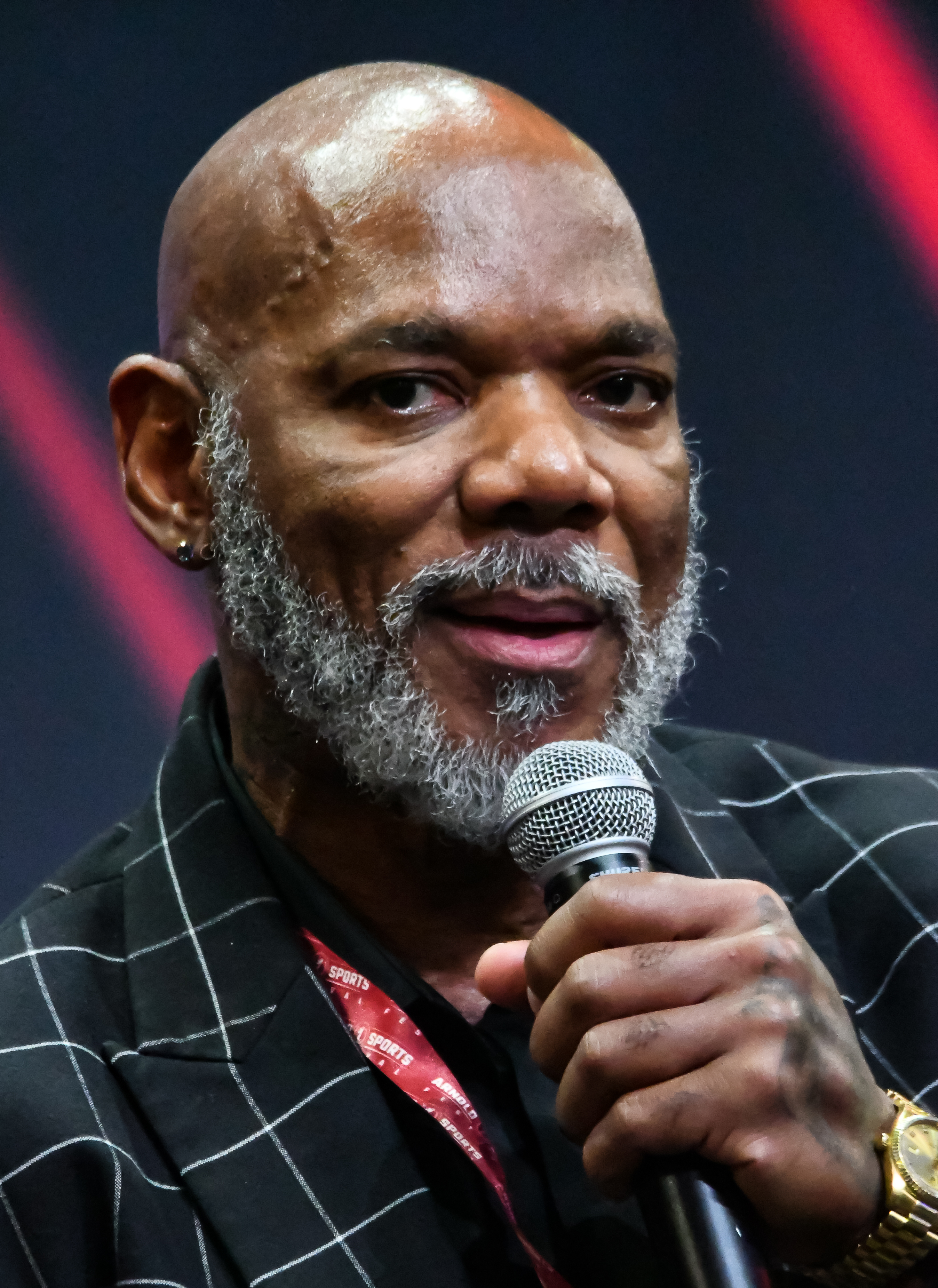
Flex Wheeler (2023)

Kenneth „Flex“ Wheeler (* 23. August 1965 in Fresno, Kalifornien) ist ein US-amerikanischer Bodybuilder. Neben dem Sport arbeitet er als Polizist in seiner Heimatstadt Fresno. Zwischen 1985 und 2003 gewann er zahlreiche Titel, bis er wegen einer Nierenerkrankung seine Karriere beenden musste. 
Er gewann unter anderem 1993, 1997, 1998 und 2000 die Arnold Classic, 1993, 1998 und 1999 wurde er Zweiter bei Mr. Olympia. 1994 hatte Flex einen schweren Autounfall und landete beinahe im Rollstuhl, nur ein Jahr später startete er sein Comeback und gewann auf Anhieb. 1999 traf Flex ein weiterer Schicksalsschlag, als bei ihm die Nieren versagten. Es wurde eine fokal segmentale Glomerulosklerose diagnostiziert.
Trotz Spekulationen um die Ursache der Erkrankung in der Presse wies Wheeler darauf hin, dass das Versagen nicht durch seinen jahrelangen Missbrauch von Steroiden selbst verschuldet, sondern genetisch bedingt sei. Nach einer erfolgreichen Nierentransplantation im Jahr 2004 musste Flex  Cortison einnehmen, das seine enormen Muskelmassen abbaute. Im Oktober 2019 musste ihm aufgrund lebensbedrohlich werdender Durchblutungsstörungen der rechte Unterschenkel amputiert werden.
Wheeler hat eingestanden, seit seinem 18. Lebensjahr Steroide genutzt zu haben, was zu ernsthaften gesundheitlichen Problemen geführt hat.
Seit dem Ende seiner aktiven Laufbahn arbeitet Wheeler als Kampfrichter, er ist verheiratet und hat drei Kinder.
Wheeler ist 1,75 m groß, sein Wettkampfgewicht lag bei 110 kg – heute liegt es bei unter 90 kg.